# 斯拉維揚卡山
41°22′38″N 23°37′14″E / 41.37722°N 23.62056°E

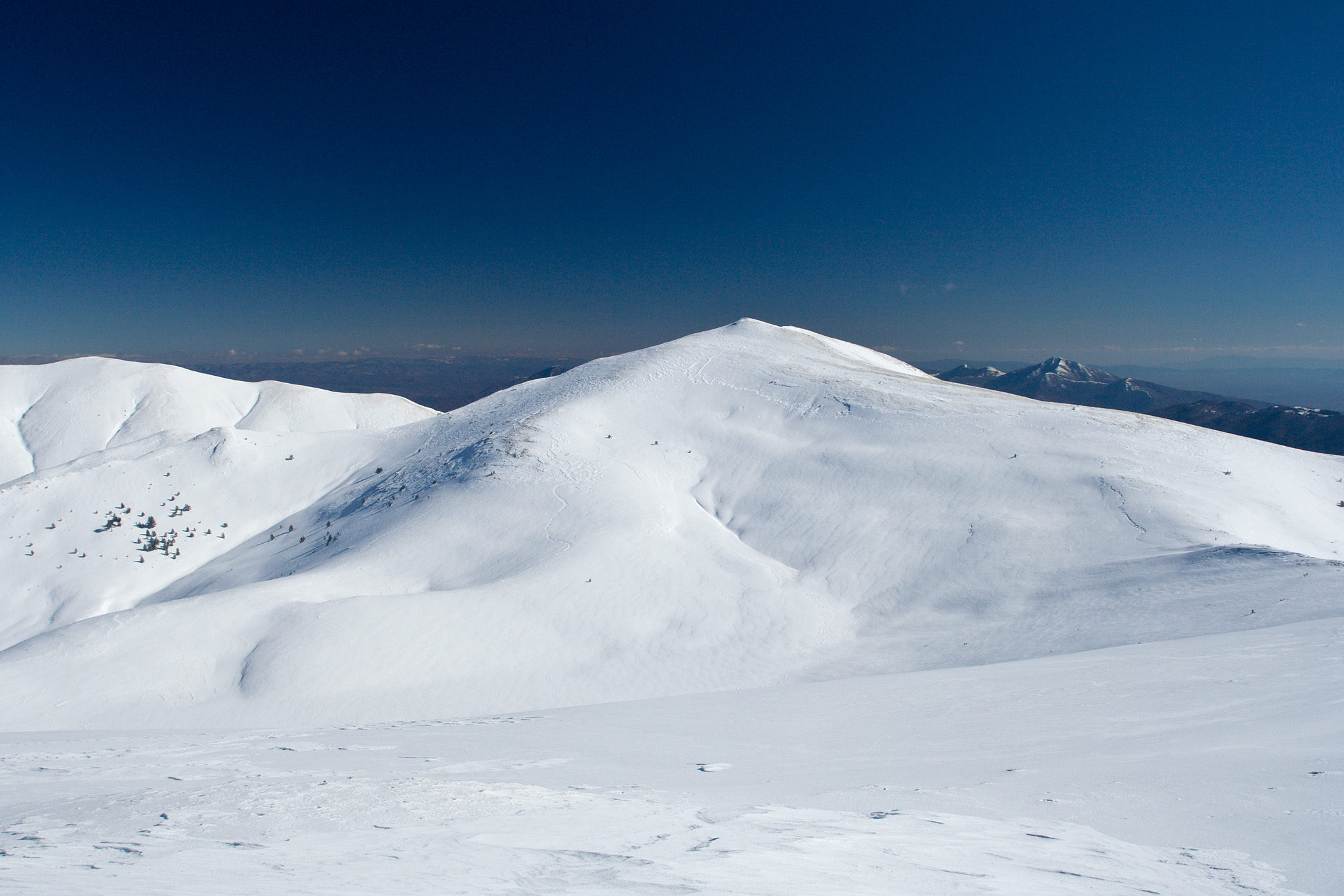

斯拉維揚卡山是東南歐的山峰，位於保加利亞和希臘接壤的邊境，處於皮林山脈以南，長20公里、寬12公里，海拔高度2,212米，受地中海氣候影響。